# Sultans of Swing: The Very Best of Dire Straits
Sultans of Swing: The Very Best of Dire Straits es la segunda compilación de la banda británica Dire Straits, publicado con motivo del vigésimo aniversario de la edición del primer álbum del grupo.
Fue originalmente lanzado como un álbum simple y posteriormente como un disco doble en agosto de 1998 con temas en directo grabados en el Royal Albert Hall de Londres en 1996 durante la gira promocional del primer álbum en solitario de Mark Knopfler.
El álbum recopilatorio fue reeditado en 2001 con un DVD que incluye vídeos musicales y una entrevista de Mark Knopfler hablando de las canciones incluidas en el álbum.

## Lista de canciones

### Disco uno
1. "Sultans of Swing" – 5:50
  - Extraído de Dire Straits, 1978
2. "Lady Writer" – 3:49
  - Extraído de Communiqué, 1979
3. "Romeo and Juliet" – 6:05
  - Extraído de Making Movies, 1980
4. "Tunnel of Love" – 8:14
  - Extraído de Making Movies, 1980
5. "Private Investigations" – 5:54
  - Extraído de Love Over Gold, 1982
6. "Twisting by the Pool" – 3:36
  - Extraído de Extended Dance, 1983
7. "Love Over Gold" – 3:40
  - En directo, extraído de Alchemy, 1984
8. "So Far Away" – 4:03
  - Extraído de Brothers In Arms, 1985
9. "Money for Nothing" – 4:09
  - Extraído de Brothers In Arms, 1985
10. "Brothers in Arms" – 4:55
  - Extraído de Brothers In Arms, 1985
11. "Walk of Life" – 4:12
  - Extraído de Brothers In Arms, 1985
12. "Calling Elvis" – 4:41
  - Extraído de On Every Street, 1991
13. "Heavy Fuel" – 5:01
  - Extraído de On Every Street, 1991
14. "On Every Street" – 4:39
  - Extraído de On Every Street, 1991
15. "Your Latest Trick" – 5:41
  - En directo, extraído de On The Night, 1993
16. "Local Hero/Wild Theme" – 4:23
  - En directo, extraído de Encores, 1993

### Disco dos
- Las siguientes canciones fueron grabadas en vivo en el Royal Albert Hall el 23 de mayo de 1996.

1. "Calling Elvis" (en directo)
2. "Walk of Life" (en directo)
3. "Last Exit to Brooklyn" (en directo)
4. "Romeo and Juliet" (en directo)
5. "Sultans of Swing" (en directo)
6. "Brothers in Arms" (en directo)
7. "Money for Nothing" (en directo)

## Posicionamiento en listas
| Lista (1998)                        | Máxima posición |
| ----------------------------------- | --------------- |
| Alemania (Offizielle Top 100)       | 6               |
| Australia (ARIA)                    | 4               |
| Austria (Ö3 Austria)                | 5               |
| Bélgica (Ultratop flamenca)         | 3               |
| Bélgica (Ultratop valona)           | 6               |
| Canadá (RPM Top Albums)             | 60              |
| Dinamarca (Hitlisten)               | 6               |
| Escocia (Scottish Albums Chart)     | 9               |
| España (PROMUSICAE)                 | 44              |
| Europa (Albums Chart)               | 3               |
| Finlandia (Suomen Virallinen Lista) | 1               |
| Francia (Compilations Chart)        | 1               |
| Irlanda (IRMA)                      | 10              |
| Italia (FIMI)                       | 44              |
| Nueva Zelanda (Recorded Music NZ)   | 6               |
| Noruega (VG-lista)                  | 2               |
| Países Bajos (Album Top 100)        | 6               |
| Reino Unido (UK Albums Chart)       | 6               |
| Suecia (Sverigetopplistan)          | 7               |
| Suiza (Schweizer Hitparade)         | 3               |